# ماوريتسيو براون
خطأ لوا في mw.text.lua على السطر 25: bad argument #1 to 'match' (string expected, got nil).
ماوريتسيو براون (10 سبتمبر 1933 جنوة إيطاليا - 10 ديسمبر 2015 جنوة إيطاليا) هو لاعب كرة قدم إيطالي سابق كان يلعب كمدافع.